# Nghệ thuật Hungary

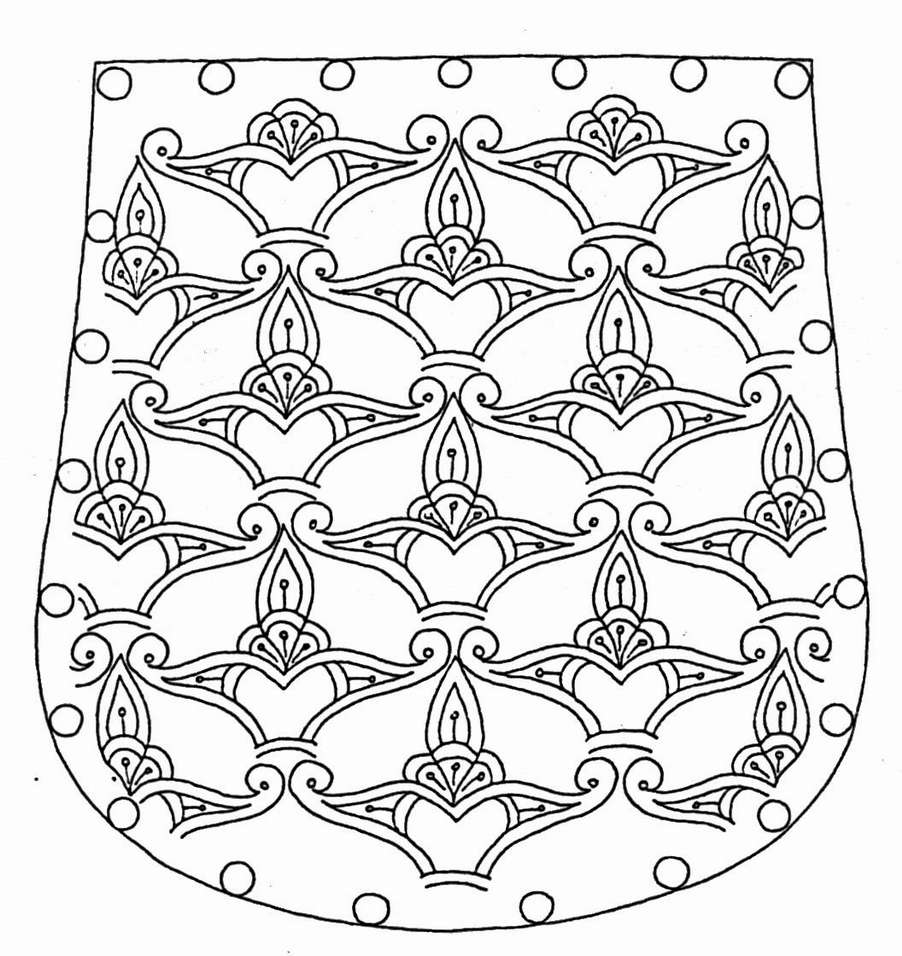
Họa tiết trang trí đặc trưng nhất là phong cách hình lá cọ giống như trên tấm túi da của kỵ sĩ này.

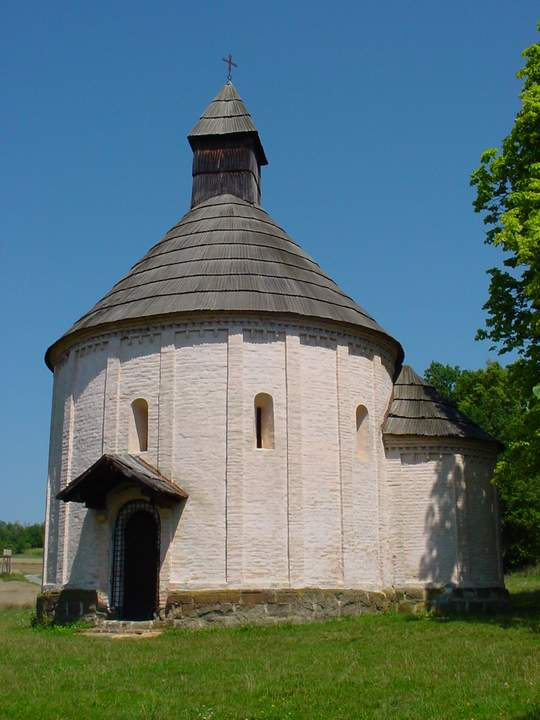
Nhiều ngôi làng theo phong cách Romanesque ở Hungary được thiết kế theo hình thức rotunda, giống như ở Nagytótlak.

Nghệ thuật Hungary bắt nguồn từ thời kỳ chinh phạt của lưu vực Carpathia bởi người Árpád vào thế kỉ 9. Hoàng tử Árpád cũng đã nắm quyền sớm hơn cả những người dân định cư ở khu vực này.

## Kỵ sĩ ở lưu vực Carpathia
Trước khi người Árpád đặt chân đến, nhiều người dân tộc khác đến từ thảo nguyên đã thành lập nên các lãnh thổ trên lưu vực Carpathia. Thủ đô của người Hun (Xiongnu theo tiếng Trung Quốc) là Buda, đặt theo tên anh trai của Vua Attil, mặc dù nhà hùng biện Priscus - một nhà sử học ở thế kỉ 5 và đại sứ của Đế quốc Byzantine lại cho rằng thủ phủ của người Hun nằm ở vùng đồng bằng giữa hai con sông Danube và Tisza. Sau cái chết của Attila vào năm 453, người Lombard, người Gepid và kế đến là người Avar đã lập nên các quốc gia (569). Vương quốc Avar cổ đã bị người Frank đánh bại, và người Avar của xứ Transdanubia được rửa tội. Những người Hungary đầu tiên đặt chân đến lưu vực vào cuối thế kỉ 9.

## Nghệ thuật thời kỳ xâm lăng
Người dân Árpád ở thế kỉ 9 đã sử dụng những họa tiết trang trí đẹp mắt để trang trí cho phục trang và dây buộc ngựa của họ, họa tiết chính là hình lá cọ (xem hình minh họa phía trên). Phong cách này vẫn rất quang trọng ở Hungary từ thế kỉ 9 đến thế kỉ 11, những họa tiết tương đồng có thể xuất hiện trong nền nghệ thuật trang trí đương đại của các vùng Caucasus, Iran và Trung Á.

## Nghệ thuật trong thời kỳ Romanesque
Những hậu duệ của Hoàng tử Árpád đã dựng nên Vương quốc Hungary thời Trung Cổ. Trong thời kỳ này, sự kết hợp của những phong cách có nguồn gốc thảo nguyên với phong cách nghệ thuật Romanesque của châu Âu đã cho ra đời một di sản đồ sộ, với những nét tương đồng đáng chú ý trong nghệ thuật của người Viking Scandinavi và người Celt ở Tây Âu. Lễ đăng quang của Vua Stephen (trao vương miện vào năm 1000 SCN) là một ví dụ cực kỳ nổi bật của thời kỳ này.

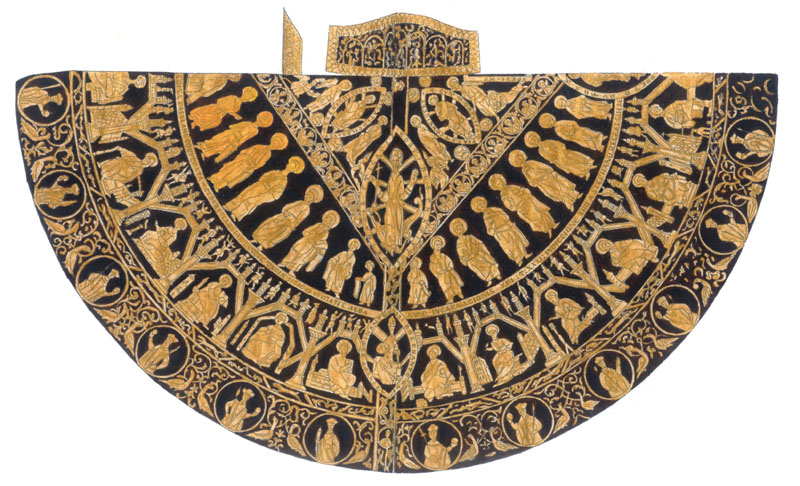
Chiếc hoàng bào Hungary từ triều đại của Vua Stephen I của Hungary, trị vì giai đoạn 1000-1038 SCN.

Vị vua này tuyên bố rằng "10 ngôi làng nên xây dựng một nhà thờ", và mặc dù sau này nhiều phát kiến của ông nổi tiếng dưới hình thức mới, tất cả chúng đều có niên đại từ lex Stephani (luật của vua Stephen) trở đi.

### Kiến trúc và điêu khắc nhà thờ
Mặc dù bị tàn phá nặng nề trong thời kì bị Thổ Nhĩ Kỳ chiếm đóng (khoảng năm 1526-1686), các nhà thờ theo lối kiến trúc Romanesque và các tòa nhà giáo hội khác có thể được tìm thấy trên khắp lưu vực Carpathia. Những ví dụ điển hình vẫn tồn tại ở Székesfehérvár, Gyulafehérvár, Esztergom, Pannonhalma, còn các trung tâm bảo tồn mới mở cửa gần đây ở Pécs, Veszprém và Eger vẫn còn hoạt động từ thời kỳ này. Tàn tích của những ngôi nhà hoàng gia tại Tarnaszentmária, Feldebrő và Szekszárd còn cho thấy nét thiết kế tương đồng với nền kiến trúc đương đại từ Caucasus.